# 23 км (Соль-Ілецький міський округ)
23 км (рос. 23 км) — селище у складі Соль-Ілецького міського округу Оренбурзької області, Росія.

## Населення
Населення — 25 осіб (2010; 17 у 2002).
Національний склад (станом на 2002 рік):
- росіяни — 76 %